# Koza kaukaska
Koza kaukaska (Sabanejewia caucasica) – gatunek słodkowodnej ryby karpiokształtnej z rodziny piskorzowatych (Cobitidae).

## Występowanie
Dorzecza rzek Kubań, Terek, Kuma i Sułak na Kaukazie.

## Opis
Osiąga maksymalnie do 10,5 cm długości. Ciało złociste, bez dużych plam na bokach.